# Финляндия на «Евровидении-1986»
Финляндия участвовала в конкурсе песни Евровидение 1986, состоявшемся в Бергене, в Норвегии, представив певца Кари Куйвалайнена, избранного посредством национального отборочного конкурса.

## Национальный финал
В финальном конкурсе национального отбора, организованного телерадиокомпанией YLE, приняло участие девять исполнителей. Конкурс состоялся в студии YLE в Хельсинки. Победитель выбирался по итогам голосования одиннадцати членов экспертного жюри.
| Порядок | Исполнитель            | Песня                | Баллы | Место |
| ------- | ---------------------- | -------------------- | ----- | ----- |
| 1       | Кирка & Ким            | Aitoa taikaa         | 74    | 3     |
| 2       | Тулип                  | Tanssin aurinkoon    | 22    | 9     |
| 3       | Ирина Милан & Эйя Ахво | Applause             | 53    | 5     |
| 4       | Кирка                  | Uusiin taivaisiin    | 88    | 2     |
| 5       | Сонья Лумме            | Tappavat kyyneleet   | 48    | 6     |
| 6       | Группо Йокке           | Kaamoksen maa        | 37    | 7     |
| 7       | Ким Лённхольм          | Rautataivas          | 64    | 4     |
| 8       | Кари Куйвалайнен       | Päivä kahden ihmisen | 89    | 1     |
| 9       | Данни                  | Ninja                | 31    | 8     |

## На конкурсе
Песня «Päivä kahden ihmisen» финского исполнителя Кари Куйвалайнен прозвучала девятнадцатой (после исполнителя из Дании и перед участником из Португалии) и набрала 22 балла, заняв 15 место (из 20).